# Бухов, Леонард Семёнович
Леонард Семёнович Бу́хов (настоящая фамилия — Шне́йдер; 9 февраля 1925, Москва, СССР — 16 марта 2014, Москва, Россия) — советский звукорежиссёр и переводчик; заслуженный деятель искусств РСФСР (1989). Участник Великой Отечественной войны.

## Биография
Родился 9 февраля 1925 года в Москве.
Отец — Семен Исаевич Шнейдер (1900—1937) — родом из Одессы. Выпускник юрфака МГУ, член ВКП(б) с 1918 года, «красный командир», участвовал в подавлении «антоновщины», входил в группу советских политсоветников Чан Кайши (Китай), репрессирован 1 ноября 1937 года как троцкист.
Участник Великой Отечественной войны. В 1942—1944 годах работал токарем на заводе «Серп и молот», после чего был призван в РККА и направлен под Люблин в танковую часть. Принимал участие в боях на территории Польши и Германии, дошёл до Берлина, где и встретил 9 мая 1945 года. После окончания войны до 1948 года служил в воинских частях Германии и Польши. Награждён орденом Красной Звезды (1945). Демобилизован в 1950 году, звание — младший сержант.
Тогда же поступил на Киностудию имени Горького, где в течение 40 лет работал в качестве звукооператора на многих фильмах киностудии, в том числе, «Три тополя на Плющихе», «Семнадцать мгновений весны», «Школьный вальс» и многим другим. Именно Бухов подбирал мелодии военного времени для звукового фона «Семнадцати мгновений весны».
В 1957 году окончил Московский электротехнический институт связи.
Член Союза кинематографистов и Союза театральных деятелей России.
Автор переводов с немецкого и польского языков. Последние годы после ухода из кино вёл блог в ЖЖ, где выкладывал и новые переводы литературных произведений польских авторов.
Умер 16 марта 2014 года в Москве.

## Фильмография
- 1962 — Течёт Волга
- 1963 — Понедельник — день тяжёлый
- 1963 — Случай в Даш-Кале
- 1966 — Женщины
- 1967 — Бегущая по волнам
- 1967 — Три тополя на Плющихе
- 1968 — Наши знакомые
- 1970 — Впереди день
- 1973 — 17 мгновений весны
- 1978 — Школьный вальс
- 1980 — Что можно Кузенкову? (новелла «Ваня»)
- 1982 — Инспектор ГАИ
- 1982 — Предел желаний
- 1984 — Лидер
- 1986 — Конец света с последующим симпозиумом
- 1988 — Гулящие люди
- 1989 — Мир вам, Шолом!
- 1998 — Новейшая история. Семнадцать мгновений весны 25 лет спустя

## Переводческая деятельность
Бухов перевёл 7 пьес Славомира Мрожека, 3 пьесы Гаральда Мюллера и другие. На протяжении 10 лет постоянно публиковался в журнале «Иностранная литература».
Среди переводов:
- «Начало, или Прекрасная пани Зайденман» А. Щипёрского (1992, ИЛ № 5);
- «Три дамы К. рассказывают истории» Х. Зандер (1993, фрагменты опубликованы в ИЛ № 3);
- «Любовь в Крыму» С. Мрожека (1994, № 10) — по этой пьесе в МХТ поставлен спектакль;
- рассказы Д. Дёрри (1997, № 11);
- «Племянник Вольтера. Мистификация в стиле Дидро» Х. М. Энценсбергера (1998, № 3);
- «Прекрасный вид» С. Мрожека (2000, № 1).

## Награды и звания
- Орден Почёта (29 января 1996 года) — за заслуги перед государством, многолетнюю плодотворную деятельность в области культуры и искусства[5].
- Орден Отечественной войны II степени.
- Орден Красной Звезды.
- Заслуженный деятель искусств РСФСР (28 августа 1989 года) — за заслуги в области советского искусства[6].